# WHO
Verdenssundhedsorganisationen, WHO (World Health Organization) er et FN-organ til varetagelse af international sundhed oprettet 7. april 1948. Den har hovedsæde i Geneve i Schweiz.

## Kontorer
WHO er fordelt på kontorer i de forskellige regioner: det europæiske regionalkontor ligger i København i Danmark, regionalkontoret for Nord- og Sydamerika ligger i Washington i Nordamerika, regionalkontoret for det østlige Middelhavsområde ligger i Cairo i Egypten, regionalkontoret for Afrika ligger i Brazzaville i Congo, regionalkontoret for Sydøstasien ligger i New Delhi i Indien og regionalkontoret for det vestlige Stillehav ligger i Manila i Filippinerne. Herudover findes et kontorer i hvert medlemsland.

### Medlemskab
Der er 193 lande med i WHO's medlemskab, inklusiv EU's lande undtaget Liechtenstein og to ikke FN-relaterede nationer: Niue og Cook Islands. Områder som ikke er FN-medlemmer kan komme med som "ledsagende" medlemmer, som får fuld information, men uden myndighed og stemmeret i rådet.

## Ledelse
WHO er styret af World Health Assembly, der har 193 medlemmer. World Health Assembly er sammensat af repræsentanter fra WHO's medlemslande. Alle medlemmerne i WHO udpeger delegationer til World Health Assembly. Dvs. at World Health Assembly er WHO's besluttende organ. Deres hovedmål er at afstikke retningslinjer og planlægge WHO's programmer, herunder udarbejde de økonomiske rammer og budgetter for organisationer, samt i øvrigt besvare og forholde sig til de politiske spørgsmål, der vedrører organisationens virke. WHA mødes hvert år i maj for at udpege en formand, der vil sidde der 4-5 år. Rådet udpeger 32 medlemmer, der bliver samlet i et eksklusivt råd, der skal være med til at råde og drage beslutninger.
Siden 1. july 2017 har Tedros Adhanom været generalsekretær for WHO.
Tedros Adhanom Ghebreyesus er af den Nobelpris nominerede amerikanske økonom David Steinman , stævnet ved den internationale kriminelle domstol i Haag i Holland (International Criminal Court – ICC) for folkedrab i Etiobien

## Mission
WHO's mission er at sørge for den bedst mulige sundhed for mennesker. Sundhed er defineret som en tilstand, baseret på at de, der støttes af WHO's indsats, har det godt fysisk, psykisk, socialt og opnår velvære, samtidig med at WHO skal medvirke til at helbrede og forebygge sygdomme, svækkelse og svagelighed. Med andre ord er WHO en organisation, der skal sørge for, at folk har det godt på alle måder. Når organisationen sender medarbejdere ud til lande med stor nød, er det deres primære mål ikke kun at sørge for indbyggernes sygdomme og svagheder, men også at sørge for, at målgruppen, når WHO er rejst igen, har velvære og har det godt fysisk, psykisk og mentalt.

### Forfatning
WHO's forfatning siger, at deres mål er at sørge for menneskenes helbred. Deres hovedmål er at bekæmpe sygdomme og sørge for at mennesket har det godt i samfund over hele verdenen. Som at koordinere international hjælp til de steder, som er ramt af infektionssygdomme som COVID19 SARS, malaria og AIDS. Ud over det bekæmper de også andre sygdomme ved at udlevere vaccine til dem, som har brug for det, til at forebygge sygdomme, så de kan blive udryddet.

## Indsatsområder
Efter WHO havde bekæmpet mæslinger i en lang årrække, deklarerede WHO i 1979, at sygdommen var udryddet. Det var første sygdom i verdenshistorien, som var blevet udryddet. WHO har næsten leveret vaccine til alle, der er smittet af malaria og bilharziose (en sygdom som forårsages af parasitter), og de regner med at have udryddet den helt om nogle få år.

### Forskning
WHO går også ind og hjælper mennesket psykisk, mentalt og velvære. WHO fører også kampagner, som kan hjælpe på de tre nævnte punkter – fx for øgningen af antallet vegetarer eller motivere til mindre tobakforbrug samt oplysning, om magnetfeltet omkring mobiltelefonen har skadelig påvirkning på helbredet.

## Kritik
Dele af WHO's arbejde bliver diskuteret som rapporten af april 2003, hvor det anbefales, at sukker ikke må fylde mere end 10 % af kosten. Anbefalingen blev kritiseret af sukkerindustriens lobby, hvilket fik WHO til at tilføje, at anbefalingen var kontroversiel, men de fastholdt deres anbefaling med henvisning til deres analyse af videnskabelige studier.
Omstændighederne omkring WHO's beslutning den 11. juni 2009 om at erklære Influenzapandemien 2009 for en pandemi var udsat for kritik.
Flere eksperter rådgav WHO om vaccinationsprogrammet samtidig med at de indirekte havde modtaget bidrag.
Således modtog det finske institut THL ledet af professor Juhani Eshola 47 millioner kroner af vaccinationsproducenten GlaxoSmithKline i 2009, mens Eshola fungerede som vaccinationsrådgiver i WHO's såkaldte SAGE-gruppe da WHO traf beslutningerne omkring epidemien.
Derudover rådgives generalsekretæren direkte af en komite, Emergency Committee, hvis 18 medlemmer ikke kendes og hvis uafhængighed derfor heller ikke kan anfægtes af offentligheden.
I forbindelse med Coronakrisen opstod en uoverensstemmelse mellem WHO og USA, som resulterede i at den amerikanske præsident Donald Trump trak USA fra samarbejdet. 